# 164 v. Chr.
Portal Geschichte | Portal Biografien | Aktuelle Ereignisse | Jahreskalender | Tagesartikel

◄ |
3. Jahrhundert v. Chr. |
2. Jahrhundert v. Chr. |
1. Jahrhundert v. Chr. |
►

◄ | 180er v. Chr. | 170er v. Chr. | 160er v. Chr. | 150er v. Chr. |
140er v. Chr. |
►

◄◄ | ◄ | 167 v. Chr. | 166 v. Chr. | 165 v. Chr. | 164 v. Chr. |
163 v. Chr. |
162 v. Chr. |
161 v. Chr. |
► |
►►
Staatsoberhäupter

## Ereignisse

### Politik und Weltgeschehen

#### Seleukidenreich
- Der minderjährige Antiochos V. wird nach dem Tod seines Vaters Antiochos IV. Herrscher im Seleukidenreich.
- Die jüdischen Makkabäer erringen erste Erfolge gegen die Seleukiden, die um die Vormundschaft für Antiochos V. streiten.

#### Ägypten
- Mitherrscher Ptolemaios VIII. vertreibt seinen älteren Bruder Ptolemaios VI. aus Ägypten und besteigt alleine den Thron des Pharaos.

### Kultur und Religion
- Wiedereinweihung des Tempels in Jerusalem, Stiftung des Chanukka-Festes.

### Sport
- Leonidas von Rhodos gewinnt alle Laufbewerbe bei den Olympischen Spielen.

## Gestorben
- Antiochos IV. – König des Seleukidenreiches (* um 215 v. Chr.)